# خانواده مایکلسون ها
خانواده مایکلسون یکی از اصلی‌ترین و مهم‌ترین خاندان‌های فراطبیعی در دنیای سریال‌های تلویزیونی آمریکایی The Vampire Diaries , The Originals و Legacies است. این خانواده به عنوان اولین خون‌آشامان تاریخ، نقش کلیدی در روایت داستان و گسترش اسطوره‌شناسی این مجموعه‌ها ایفا می‌کند.

## پیشینه
خانواده مایکلسون اصالتاً از وایکینگ‌ها و مهاجران اسکاندیناویایی هستند که در قرن دهم میلادی به سرزمین‌های بومی آمریکا مهاجرت کردند. والدین این خانواده، مایکل (Mikael) و استر (Esther)، با استفاده از جادوی سیاه و آیین‌های جادویی، فرزندان خود را به نخستین خون‌آشام‌های دنیا تبدیل کردند تا آن‌ها را از تهدیدات گرگینه‌ها محافظت کنند.

## اعضای اصلی خانواده
- فریا مایکلسون (Freya Mikaelson): نخستین فرزند خانواده و یک جادوگر قدرتمند. فریا پس از تولد به اجبار به دنیای دیگری برده شد و سال‌ها بعد به خانواده بازگشت تا در مبارزه‌هایشان کمک کند.
- فین مایکلسون (Finn Mikaelson): فرزند ارشد، فردی منزوی با دیدگاه‌های تند نسبت به خانواده‌اش.
- الایژا مایکلسون (Elijah Mikaelson): برادر بزرگ‌تر، مشهور به خون‌آشام شرافتمند و دارای اصول اخلاقی خاص.
- کلاوس مایکلسون (Klaus Mikaelson): تنها دورگه (خون‌آشام/گرگینه/جادوگر) جهان، شخصیتی پیچیده و ضدقهرمان اصلی سریال.
- کول مایکلسون (Kol Mikaelson): خون‌آشامی ناپایدار، ماجراجو و جست‌وجوگر دانش‌های ممنوعه.
- ربکا مایکلسون (Rebekah Mikaelson): خواهر خانواده، مشتاق داشتن زندگی انسانی و عشق پایدار.
- هوپ مایکلسون (Hope Mikaelson): دختر کلاوس و نخستین موجود سه‌نژادی (جادوگر/خون‌آشام/گرگینه) در تاریخ. او شخصیت اصلی سریال Legacies است و نمایندهٔ نسل جدید این خاندان می‌باشد.

## ویژگی‌ها
خانواده مایکلسون به عنوان «خانواده اصلی» (The Original Family) شناخته می‌شود، زیرا اولین و قوی‌ترین خون‌آشام‌های دنیا هستند. مرگ‌ناپذیری، قدرت بدنی فوق‌العاده، سرعت، توانایی التیام سریع، هیپنوتیزم و تسلط بر ذهن، از توانایی‌های بارز آن‌هاست. اعضایی مانند فریا و هوپ نیز از جادوی اصیل و مادرزادی بهره‌مندند.

## اهمیت داستانی
این خانواده هستهٔ اصلی درگیری‌ها، اتحادها و کشمکش‌های عاطفی در سریال‌های The Vampire Diaries, The Originals و Legacies به‌شمار می‌آیند. روابط پیچیده میان اعضای این خانواده، موضوعاتی مانند وفاداری، فداکاری، خیانت و معنای واقعی خانواده را به تصویر می‌کشد. داستان آن‌ها با چالش‌های اخلاقی، عشق‌های ممنوعه و فداکاری‌های قهرمانانه عجین شده است.